# 克劳迪娅·洛施
克劳迪娅·洛施（德語：Claudia Losch，1960年1月10日—），德国女子田径运动员。她曾代表西德参加1984年和1988年夏季奥林匹克运动会田径比赛，其中1984年奥运会获得一枚金牌。